# Ice (canção)
"Ice" é uma canção gravada pela cantora e compositora norte-americano Kelly Rowland com o rapper também norte-americano Lil Wayne. Foi enviada às estações de rádio urban contemporary a 14 de Agosto de 2012 nos Estados Unidos pela editora discográfica Motown Records, e lançada para formato digital na iTunes Store quatorze dias depois. Foi composta por Rowland, Wayne, Sean Garrett e Noel "Detail" Fisher, tendo sido produzida pelo último. A música é o primeiro single do ainda por lançar e sem título quarto álbum de estúdio. "Ice" é a terceira colaboração entre os dois artistas, após "Soldier" (2004), enquanto Rowland era ainda membro das Destiny's Child, e "Motivation" (2011).
"Ice" é uma gravação de rhythm and blues que apresenta uma batida de trovão, estalos de dedos e sintetizadores. Nas letras, a cantora instrui o seu amante a usar um cubo de gelo no seu corpo nu. A obra recebeu na sua maioria opiniões favoráveis pela crítica especialista em música contemporânea, que elogiou os vocais sensuais da intérprete e a ambos por terem reacendido a magia de "Motivation". A música alcançou o número cinquenta na Hot R&B/Hip-Hop Songs.

## Antecedentes e lançamento
Após o sucesso comercial do single "Motivation", onde Lil Wayne faz uma participação, Rowland começou a trabalhar na produção do seu quarto álbum de estúdio. Ela disse: "Eu estou no estúdio. Uau, tem sido uma grande diversão. Eu desejo que alguns dos meus fãs pudessem estar lá para presenciar ... [então] eu gravei muitos momentos para os meus fãs." Ela prosseguiu dizendo que o acompanhamento do seu terceiro trabalho de estúdio, Here I Am, terá um tema: "Eu tenho a certeza que tranquei-o num conceito e todo mundo que veio trabalhar neste álbum, todos nós temos construído em torno dele. É simplesmente construir tão lindamente. Eu estou tão orgulhosa! Então não posso esperar até todos os meus fãs ouvirem-no." Após afirmar isto, ela revelou que a canção seria lançada "em breve" e postou no Twitter alguns versos da faixa: "Your lovin’ be givin’ me chills, you’re like ice,", e também os de Wayne, "Ice, ice baby, shake that thing just like dice baby.." Em uma entrevista a 29 de Junho de 2012, Sean Garrett descreveu a obra como um "estrondo. Nós estamos a mesclar mais um estrondo que estará pronto na quinta-feira!!! [Nós] Vamos lançar novos singles todas as semanas Estou de volta!" A 30 de Junho, uma ante-estreia de dois minutos de "Ice" vazou online. A versão inteira vazou dois dias depois, com Rowland a postar no Twitter: "Bem, eu suponho que vocês ouviram #ICE... Obrigado pelo amor e apoio. Peço desculpas por ter-vos feito esperar mas estou feliz por amarem-na da maneira que eu amo!." Em uma entrevista com a revista britânica Rap-Up, Rowland descreveu "Ice" como uma "gravação inesperada bastante urbana, R&B, sensual. Ela irá fazê-lo pensar. Vai fazê-lo questionar."
| “ | Eu sinto-me muito animado sobre este single e sobre o novo álbum de Kelly! Wayne é um filme e Kelly Rowland está sensual como sempre! | ” |
|   | — Sean Garrett em uma entrevista com a Rap-Up.                                                                                        |   |

"Ice" foi enviada às estações de rádio urban contemporary nos Estados Unidos a 14 de Agosto de 2012 como o primeiro single do quarto álbum de estúdio de Rowland. Foi lançada em formato digital via a loja iTunes Store dez dias depois. A 31 de Agosto, a intérprete postou no Twitter que "Ice" já estava disponível para download digital na Amazon e iTunes: "'ICE' está disponível AGORA!!"

### Capa
A 7 de Agosto de 2012, Rowland revelou a capa para a música. A imagem apresenta uma janela fumegante em que o título da canção é inscrito. O nome da cantora aparece em letras cor-de-rosa de tamanho grande, como faz Lil Wayne logo abaixo.

## Composição e estilo musical
"Ice" foi composta por Rowland, Sean Garrett, Noel Fisher e Lil Wayne, enquanto a produção ficou encarregue a Fisher e Garrett. A canção apresenta vocais participativos de Wayne, que anteriormente colaborou com Rowland em "Motivation" (2011). "Ice" é uma música lenta de ritmo moderado de rhythm and blues (R&B), também considerada "uma balada melódica" que contém uma batida trovejante, estalos de dedos e riffs leves produzidos por sintetizadores. Um analista do DJ Booth escreveu que a cantora "usa uma batida conduzida-por-sintetizadores e amiga-de-stripper do produtor Detail para definir o ambiente, deixando o mundo saber que o amor do seu homem é tão bom que lhe dá arrepios."
Liricamente, em "Ice", Rowland instruiu o seu amante masculino em como usar correctamente um cubo de gelo no seu corpo nu, como ela canta "When you come and lay between it this time / Take the ice cube (boy you know what) / Sit it right below my navel and watch what I do / And that’s my favorite angle / My legs are numb now / Your lovin’ be givin’ me chills". Durante o refrão, ela canta: "You're like ice, I-C-E / Feels so nice, scorching me". Wayne compele Rowland com um quantos entendres-duplos no seu verso sexualizado: "Uh, ice, ice baby / Shake that a — just like dice baby / You hot and I’m Tunechi / I beat the cat, animal cruelty". De acordo com Trent Fitzgerald, do PopCrush, este verso "pode levantar algumas sobrancelhas na PETA". Ele continua: "Pillow under her stomach, the other pillow she bite / Would you like anything? Cause I'll do anything you like".

## Alinhamento de faixas
| Download digital (versão explícita) |                                       |                                                                                  |                      |         |  |
| N.º                                 | Título                                | Compositor(es)                                                                   | Produtor             | Duração |  |
| 1.                                  | "Ice" (com participação de Lil Wayne) | Dwayne Carter, Jr., Sean "The Penn" Garrett, Kelly Rowland, Noel "Detail" Fisher | Noel "Detail" Fisher | 4:08    |  |

## Desempenho nas tabelas musicais
Antes mesmo do seu envio às estações de rádio, "Ice" estreou no número cinco na tabela Bubbling Under R&B/Hip-Hop Songs, de acordo com a publicação de 4 de Agosto de 2012. Apesar de não ter sido disponibilizada para download digital até 28 de Agosto de 2012, "Ice" estreou na tabela Hot R&B/Hip-Hop Songs na publicação de 11 de Agosto no número cem. Após o seu envio às rádios de R&B, na semana seguinte, subiu para o número setenta e quatro na tabela e estreou na septuagésima quarta posição da Hot R&B/Hip-Hop Airplay. Na sua terceira semana na Hot R&B/Hip-Hop Songs, a canção subiu novamente, desta vez para a sexagésima sexta posição, o que provocou a sua subida na Hot R&B/Hip-Hop Airplay para a sexagésima quinta posição, segundo com a publicação de 25 de Agosto de 2012. Conforme a publicação de 1 de Setembro, "Ice" subiu para a quinquagésima oitava colocação nas duas tabelas musicais. Na sua quinta semana na Hot R&B/Hip-Hop Songs, moveu-se para o quinquagésimo quinto posto, tendo na semana após esta saltado para o quinquagésimo posto e para o quadragésimo nono na Hot R&B/Hip-Hop Airplay. Na semana que terminou a 15 de Setembro de 2012, "Ice" estreou no número cem da Billboard Hot 100 e no número cinquenta e seis da Hot Digital Songs. Na semana seguinte, saiu das duas tabelas e saltou para a quadragésima primeira posição da Hot R&B/Hip-Hop Songs, tendo na semana subsequente alcançado o pico no número trinta e três. Na Hot R&B/Hip-Hop Digital Songs, desceu para o trigésimo terceiro lugar na semana de 22 de Setembro de 2012. Depois desceu para a posição vinte e sete.
| País — Tabela musical (2012)                                  | Posição de pico | Posição de estreia |
| ------------------------------------------------------------- | --------------- | ------------------ |
| Estados Unidos — Billboard Hot 100                            | 88              | 100                |
| Estados Unidos — Hot Digital Songs (Billboard)                | 56              | 56                 |
| Estados Unidos — Hot R&B/Hip-Hop Digital Songs (Billboard)    | 9               | 9                  |
| Estados Unidos — Hot R&B/Hip-Hop Songs (Billboard)            | 24              | 100                |
| Estados Unidos — Hot R&B Songs (Billboard)                    | 10              | 12                 |
| Estados Unidos — Bubbling Under R&B/Hip-Hop Songs (Billboard) | 5               | 5                  |
| Estados Unidos — Hot R&B/Hip-Hop Airplay (Billboard)          | 13              | 74                 |
| Estados Unidos — Mainstream R&B/Hip-Hop (Billboard)           | 23              | 40                 |

## Histórico de lançamento

### Entrada nas rádios
| Região         | Data                 | Estação de rádio   |
| -------------- | -------------------- | ------------------ |
| Estados Unidos | 14 de agosto de 2012 | Urban contemporary |

### Lançamento para comercialização
| Região         | Data                 | Formato          | Editora discográfica       |
| -------------- | -------------------- | ---------------- | -------------------------- |
| Austrália      | 24 de agosto de 2012 | Download digital | Universal Republic Records |
| Brasil         | 24 de agosto de 2012 | Download digital | Universal Republic Records |
| França         | 24 de agosto de 2012 | Download digital | Universal Republic Records |
| Irlanda        | 24 de agosto de 2012 | Download digital | Universal Republic Records |
| Japão          | 24 de agosto de 2012 | Download digital | Universal Republic Records |
| Nova Zelândia  | 24 de agosto de 2012 | Download digital | Universal Republic Records |
| Portugal       | 24 de agosto de 2012 | Download digital | Universal Republic Records |
| Reino Unido    | 24 de agosto de 2012 | Download digital | Universal Republic Records |
| Suécia         | 24 de agosto de 2012 | Download digital | Universal Republic Records |
| Suíça          | 24 de agosto de 2012 | Download digital | Universal Republic Records |
| Reino Unido    | 26 de agosto de 2012 | Download digital | Universal Republic Records |
| Estados Unidos | 28 de agosto de 2012 | Download digital | Universal Republic Records |
| Canadá         | 28 de agosto de 2012 | Download digital | Universal Republic Records |